# Relations entre l'Azerbaïdjan et le Koweït
Les relations entre l'Azerbaïdjan et le Koweït font référence aux relations bilatérales entre la république d’Azerbaïdjan et l'État du Koweït.

## Histoire
La république d’Azerbaïdjan et le Koweït entretiennent des relations diplomatiques depuis le 7 octobre 1994. L’Azerbaïdjan a une ambassade au Koweït , et le Koweït a une ambassade à Bakou. Un groupe de travail sur les relations interparlementaires entre l'Azerbaïdjan et le Koweït fonctionne à l'Assemblée nationale de la république d'Azerbaïdjan.